# Велики раскол
Велики раскол или велика шизма (грч. σχίσμα [skhísma], лат.  — „раскол, одвајање, цепање, дељење”) означава највећи раскол у историји хришћанства, који је отпочео 1054. године прекидом литургијске заједнице између Римокатоличке цркве и Православне цркве. До раскола је дошло након низа претходних спорова и сукоба, који су вођени поводом разних теолошко-догматских и црквено-управних, односно еклисиолошких питања. Главни теолошки, односно догматски спор вођен је поводом западног учења о двоструком исхођењу Светог духа од Оца и Сина. Ово учење је на западу довело до уметања израза Филиокве (лат. Filioque) у Никејско-цариградски симбол вере. Поменуте измене нису биле прихваћене од стране источних хришћана. Главни еклисиолошки спор вођен је поводом нарушавања начела црквене саборности од стране помесне Римске цркве која је тежила да наметне своју власт у читавом хришћанском свету.
Раскол је наступио 16. јула 1054. године, када су тројица легата римског папе Лава IX након доласка у Цариград одлучили да екскомуницирају цариградског патријарха Михаила I и охридског архиепископа Лава. Легати су претходно затражили од патријарха и архиепископа да признају римског папу за врховног поглавара Цркве и одобре извесна западна учења и обреде, али православни јерарси на то нису пристали. Правна ваљаност екскомуникације која је изречена 16. јула показала се као упитна, пошто се римска катедра у међувремену нашла у стању упражњености, пошто је папа Лав IX умро још 19. априла, а његов наследник је коначно изабран тек у пролеће наредне 1055. године.
Услед таквог поступања римских легата, патријарх Михаило је сазвао сабор који је одржан 20. јула у Цариграду. На овом сабору је донета одлука да се поступци папских легата одбаце и осуде, а на саме легате је бачена анатема. Саборске одлуке су потом свечано обнародоване 24. јула у цариградском храму Свете Софије. Узајамне екскомуникације из 1054. године означиле су прекид литургијске заједнице између римокатоличког запада и православног истока.
Услед раскола, дошло је до трајног одвајања Римокатоличке цркве од васељенског Првославља. Пошто су обе стране наставиле да полажу право на наслеђе јединствене Цркве, настало је стање у коме је свака страна сматрала да управо она представља једну, свету, саборну и апостолску Цркву. Тим поводом се на обе стране развила жива теолошко-полемичка активност, умерена ка оправдавању сопствених ставова, уз оспоравање ставова друге стране. Услед све израженијег заоштравања међусобних спорова у области догматике и еклисиологије, дошло је до општег погоршања у међусобним односима, нарочито након погубног Четвртог крсташког рата (1204). Иако су током касније историје у неколико наврата предузимани извесни кораци у циљу обнове међусобног дијалога и помирења, такви покушаји нису уродили плодом услед озбиљних и суштинских разлика које постоје између две стране.

## Предисторија раскола
Велики раскол има дугу и сложену предисторију. У области догматских разлика, расколу је највише допринеле разлике у области пнеуматологије (учење о Светом духу). На хришћанском истоку, доследно је поштовано слово Новог завета, односно Јеванђеља по Јовану које изричито и дословно сведочи (Јн. 15:26) да Свети дух исходи (грч. εκπορευσις, лат. processio) од Оца, што је потом уврштено и у осми члан Никејско-цариградског симбола вере (381). Међутим, током потоњих времена, на хришћанском западу су се појавила и нека другачија учења. Поједини западни теолози су поводом односа између Свете Тројице почели да тврде како Свети дух исходи не само од Оца, већ „и од Сина“, чиме је створено учење о двоструком исхођењу Светог духа. Прихватање и озваничење овог учења на хришћанском Западу озваничено је путем уметања израза Филиокве (лат. Filioque) у Симбол вере. Отуда је учење о двоструком исхођењу Светог духа названо двоисходно или филиоквистичко.
Прво озваничење учења о двоструком исхођењу Светог Духа извршено је 589. године у Визиготској краљевини, на Трећем толедском сабору. Трећи канон овог сабора садржао је учење о двоструком исхођењу Светог духа од Оца и Сина, а истим каноном је бачена и анатема на све хришћане који не исповедају двоисходност. Тиме је први пут у историји изречена званична осуда за неприхватање нове догме о двоструком исхођењу, што је непосредно погађало правоверне хришћане, који су према слову Новог завета и Никејско-цариградског симбола вере исповедали исхођење Светог духа од Оца. Настојећи да Симбол вере доведу у склад са својим новим учењем, заговорници двоструког исхођења су одлучили да у осми члан уметну израз Filioque, чиме су прекршене одлуке васељенских сабора о неповредивости Симбола вере. Уметањем поменутог израза, створен је нови, Толедски симбол вере, чиме је извршена додатна афирмација учења о двоструком исхођењу Светог духа.
Ова новина је убрзо почела да се шири и изван граница Визиготске краљевине, а временом се одомаћила и у Франачкој краљевини. У намери да озваничи учење о двоструком исхођењу Светог духа, цар Карло Велики је 809. године сазвао сабор у Ахену, на коме је потврђено уметање израза „и од Сина“ (Filioque) у Симбол вере. Са сабора је потом упућено изасланство у Рим, код тадашњег папе Лaва III, са молбом за додатну потврду уметка. Међутим, Римска црква је у то време још увек поштовала изворни Никејско-цариградски симбол вере, тако да папа није дао сагласност за усвајање израза Filioque, већ је наредио да се изворни Симбол вере (без спорног уметка) уреже на сребрне плоче, на латинском и грчком језику, те да се исте поставе у Риму као трајно сведочанство о исправном облику Симбола вере.
Упркос таквом ставу Римске цркве, учење о двоструком исхођењу Светог духа је заједно са уметком Filioque наставило да се шири међу западним хришћанима. Први корак ка отвореном расколу начињен је 863. године, када је римски папа Никола I покушао да свргне цариградског патријарха Фотија, који је на то одговорио сазивањем Цариградског сабора (867) на којем је осуђено западно учење о двоструком исхођењу Светог духа, оличено у изразу Филиокве који је на западу био уметнут у Никејско-цариградски симбол вере. Потом је дошло до преокрета на новом Цариградском сабору, који је одржан током 869. и 870. године, и том приликом је свргнут патријарх Фотије. Међутим, следећи Цариградски сабор, који је одржан током 879. и 880. године, потврдио је Фотија као патријарха и осудио је сваки покушај промене Симбола вере, било путем одузимања или додавања појединих речи или израза. На овом сабору учествовали су и легати Римске цркве, а саборске одлуке је потврдио и тадашњи римски папа Јован VIII.
Од тог времена, па све до почетка 11. века, Римска црква се налазила у сталном раскораку између обавезе поштовања изворног Симбола вере и жеље да успостави што непосреднију власт над свим западним хришћанима, који су великом већином, поготово у областима под франачком влашћу, исповедали двоструко исхођење Светог духа, уз употребу уметка Filioque. Стање у којем готово сва западна Европа, осим Италије, користи Симбол вере са уметком Filioque није се могло дуго одржати, тако да је поглаварство Римске цркве на крају попустило. Званично прихватање учења о двоструком исхођењу Светог духа од стране Римске цркве догодило се око 1014. године, када је у Риму коначно прихваћен и уметак Filioque.

## Заоштравање сукоба и избијање раскола
Непосредан повод за избијање раскола биле су расправе и спорови о разним обредним питањима, као што су питање о употреби бесквасног хлеба у богослужењу и питање о суботњем посту. Ове западне обичаје источни хришћани нису прихватали и називали су их „латинскима“ још од времена патријарха Фотија I. Римска црква је са своје стране замерала цариградским патријарсима због употребе наслова „екуменски патријарх“, који је ушао у употребу након Халкидонског сабора 451. године. Поменути наслов је означавао посебан положај цариградског патријарха, чије се седиште налазило у царској престоници, али Римска црква није желела да се помири са растућим утицајем Цариградске патријаршије, што је довело до постепеног погоршавања у односима између Рима и Цариграда.
Године 1052. патријарх Михаило I је одлучио да затвори латинске храмове у Цариграду, првенствено због тога што је у њима употребљаван бесквасни хлеб у причешћу. Године 1053, на позив византијског цара Константина IX (1042−1055), римски папа Лав IX је одлучио да у Цариград упути трочлану делегацију коју су чинили: кардинал Хумберт, кардинал Фридрих и амалфијски надбискуп Петар. Папски легати су у Цариград пристигли у пролеће 1054. године. Њихова мисија је имала два аспекта, политички и црквени. Први аспект је подразумевао преговоре са царем у циљу склапања савеза против Нормана у јужној Италији. Насупрот политичким преговорима, који су започети успешно, преговори о црквеним питањима су застали већ на самом почетку. Папски легати су од својих грчких домаћина захтевали беспоговорну послушност, због чега је њихов први (и једини) сусрет са патријархом Михаилом Керуларијем прекинут већ на самом почетку, тако да до непосредних преговора није ни дошло. Легати су отворено затражили од цариградског патријарха и других грчких архијереја да признају римског папу за врховног поглавара Цркве и одобре извесна западна учења и обреде, али православни јерарси на то нису пристали. У тој ситуацији, папски легати су без додатних консултација са Римом одлучили да саставе посебну повељу о изопштењу, односно екскомуникацији цариградског патријарха Михаила I и охридског архиепископа Леона. Поменуту повељу су 16. јула 1054. године положили на олтар храма Свете Софије. У самом тексту своје повеље, легати су дословно оптужили патријарха Михаила да је из Симбола вере „избрисао“ став о исхођењу Светог духа „и од Сина“, (лат. charta excommunicationis), што се односило на западни уметак Филиокве. Ова оптужба је била потпуно неоснована, пошто уметак Filioque никада није био саставни део изворног Симбола вере.
Такво поступање римских легата је оставило мучан утисак у Цариграду, услед чега је патријарх Михаило одмах сазвао сабор, који је одржан већ 20. јула. На овом сабору је донета једногласна одлука да се поступци папских легата у потпуности одбаце и саборно осуде, а на саме легате је бачена анатема. Саборске одлуке су потом свечано обнародоване 24. јула у цариградском храму Свете Софије. Убрзо потом, патријарх Михаило је добио подршку и од тадашњег антиохијског патријарха Петра.
Правна ваљаност прве екскомуникације, коју су папски легати изрекли 16. јула, касније се показала као спорна, пошто се римска катедра у међувремену нашла у стању упражњености. Наиме, папа Лав IX је умро још 19. априла, чиме су аутоматски престала да важе и сва овлашћења његових легата. Нови папа је коначно изабран тек у пролеће наредне 1055. године, што је значило да су папски легати током лета 1054. године у Цариграду деловали без ваљаних овлашћења. Упркос томе, Римска црква није поништила њихове одлуке, тако да су узајамне екскомуникације из 1054. године означиле прекид литургијске заједнице између католичког запада и православног истока.
Нови византијски цар Михаило VI (1056−1057) је пружио пуну подршку патријарху Михаилу, али његов наследник Исак I (1057−1059) је убрзо дошао у политички сукоб са утицајним патријархом, те је Михаило Керуларије послат у прогонство, где је и умро. На другој страни, један од тројице папских легата, кардинал Фридрих Лоренски, изабран је 1057. године за папу под именом Стефан IX, тако да до преиспитивања ваљаности легатске повеље од 16. јула 1054. године никада није дошло.

## Дубљи узроци раскола
Неслагања која су резултирала горе описаним догађајима сежу у вековима који су претходили. Римски цар Константин Велики пребацује седиште царства у Бизантион 330. године (у балканским крајевима познат и као Цариград). Година 395. означава коначну поделу Римскога царства на два дела када цар још увек јединственога царства Теодосије I дарује свом сину Аркадију Исток, а другоме сину Хонорију Запад.
Узроци раскола између западне и источне цркве леже управо у овим античким коренима. Западно римско царство ослањало се на латински језик и културу те их увек стављало у први план; на истоку се из Бизанта слично чинило с грчким језиком и културом (макар је латински и надаље остајао језик главних државних закона), настојећи грчку културу наметнути негрчким народима Истока. Овакво је стање представљало стални извор трвења, исказујући се на подручју вере у расправама о разним детаљима и разликама у богослужју и теологији, на истоку и западу подједнако.

### Примери сукоба
Католичка црква (али и Православна подједнако) променила је неке делове богослужја и обичаја. Један од најважнијих (и спорних) примера налази се у облику Никејског веровања. На западу се и данас у његов текст додаје део познат као Filioque. Никејско веровање из 381. год. у својем изворном облику гласи:
„Верујем ... у Духа Светога, Господа, Животворног, који од Оца исходи, који се са Оцем и Сином заједно поштује и заједно слави...“
На Западу тај део гласи:
„Верујем ... у Духа Светог, Господина и Животворца, који излази од Оца и Сина, који је с Оцем и Сином скупа части и заједно слави.“
Овај додатак „и Сина“ (лат. Filioque) је на Западу додат најкасније у 5. веку, ослонцем на теолошка дела неких источних црквених отаца, попут св. Кирила Александријског. Значење додатка Filioque, објашњава катекизам Католичке цркве из 1992. године у тачкама 246—248, позивом на дефиницију са Фирентинског сабора из 1438. године, овим речима: „Будући да је све што је Очево Отац рађањем предао својем јединорођеном Сину, осим бити Отац ... вечни ред божанских особа у њихову истобитном заједништву укључује да је Отац први извор Духу ако је 'почело без почела', али такође да је, ако је Отац јединорођеног Сина, са Сином јединствено почело из којег исходи Дух Свети“. Таква објашњења нису грчки теолози сматрали довољнима — ни у првом миленијуму, ни до данас.
Други по важности предмет сукоба је улога коју има папа. У мноштву бискупа који управљају месним црквама, на истоку се папа (бискуп Рима) сматрао првим међу једнакима — који стога рецимо има изузетну част и овлаштење да се једино по његовом пристанку може сазвати ваљани општи црквени сабор; закључци таквог сабора не могу постати правоваљани док их папа не одобри (иако су православни и након Великог раскола имали разних регионалних сабора и ширих окупљања бискупа, не сматрају они нити један од тих сабора за пуноважни Општи црквени сабор). На западу се развила важна теолошка дисциплина која се бави „петровском службом“ (лат. munus petrinum), која полази од тога да је Исус дао посебну предност не само Апостолу Петру као поглавару апостола, него и свим његовим наследницима на месту бискупа Рима. Стога католици сматрају да папа над Црквом има власт аналогну оној коју отац патријархалне породице има над својим укућанима, или краљ над краљевством. Писмо које је написао папа Никола 865. године прокламира како је „папинска моћ над целом Земљом, тј. над сваком црквом“.

## Тумачења раскола
Постоје многобројна тумачења и анализе садржаја и димензије раскола. Ив Конгар (Ynes Congar, „Note sur le schisme oriental“, у тому 1054—1954. L'Eglise et les Eglises, I. стр. 92–95) види раскол као дуги процес узајамног „удаљавања“ („estrangement“) Иначе, данас се боље схвата да 1054. јесте само једна епизода у том процесу „удаљавања“ између Запада и Истока. Овај процес је покренут и убрзан не само богословским или црквеним него и политичким и културним догађајима.

## Након раскола

### Крсташки ратови
Четврти крсташки рат (1202—1204), који је, између осталога, хтео да источне патријархе и епископе замени западним титуларним, огромно је допринео јачању источне антипатије према Латинима. Скрнављењем православних цркава у току крсташког похода и устоличењем латинског патријарха у Цариграду 1204. године, стање раскола практично је запечаћено. Папа Иноћентије III, који је себе називао „Христовим замеником“, није учинио ништа да спречи латинске освајаче да не чине таква срамна дела према седишту Источне цркве.
После ослобађања Цариграда од власти Латина (1204—1261), византијски цареви желели су из политичких разлога помирење са Римском црквом.

### Лионска унија
Цар Михаило VIII Палеолог године, сложио се да се сазове „Сабор сједињења“ Грка и Латина. Сазван 4. маја 1274. године од папе Григорија Х (1271—1276), Сабор у Лиону (Шести општи сабор одржан на Западу или Други лионски) добио је углед по неким великим римокатоличким теолозима — Алберту Великом, Томи Аквинском и Бонавентури — који заиста формирају „врхунац теолошке средњовековне културе“ (папа Павле VI). Грчки делегати, први пут на једном Сабору на Западу, прихватили су догматски декрет „Fideli“, који је потврдио да Свети Дух исходи од Оца и од Сина као из једног начела, а не као из два различита начела. Иако је Михаило Палеолог (+1282) ратификовао Лионски Сабор, а патријарх Јован XI (1275—1282) прихватио помирење, Грчка Црква није прихватила унију са Латинима. Штавише, цар није примио обећану помоћ од Сабора. Напротив, његова унионистичка религиозна политика подгрејала је антилатински покрет који је повео његов наследник Андроник II (1282—1328).

### Фирентинска унија
И поред неуспеха Лионског Сабора, византијски цареви и даље форсирају унију из политичких разлога. Иначе, унионистички сабори и унија као метод помирења и услов сједињења, поспешили су нетрпељивост између Истока и Запада. Стога се предлаже нови Сабор сједињења, који је сазвао папа Евгеније IV (1431—1447), прво у Базелу а затим је у јануару 1438. пренет у Ферару. На Сабору учествује васељенски патријарх Јосиф II, представници Источних патријархата и Источних Цркава, као и цар Јован VIII Палеолог (1422—1448), који се надао да ће добити помоћ од Латина за крсташки поход против Турака. У јануару 1439. Сабор се премешта у Фиренцу. „Филиокве“ је изродило оштру полемику између православног епископа Марка Ефеског и латинских теолога (Јована од Монтенера и Јована Торквемаде), којима се придружио и Висарион Никејски. Шестога јула 1439. потписан је декрет о унији „Laententur caeli“, у коме Грци прихватају Евхаристију са бесквасним хлебом и духовни примат римског епископа. У новембру 1439. године потписан је други декрет о унији са појединим представницима Јерменске цркве (заредом, Коптска црква 1442, Сиријска црква 1445. и несторијанске Цркве Истока 1445. преговарале су о закључењу уније са Римом, али без коначног успеха).
Унија закључена у Ферари била је кратког даха. Свети Марко Ефески организује у Цариграду велики протестни покрет против оних који су потписали унију. „Унијати“ су били истерани и из других православних земаља. Генадије Схоларије, први патријарх после пада Цариграда, успева да сазове Сабор 1484. године који је одбацио унију у Ферари.

### Исихастички спорови
Грчко-латинске полемике (XI-XV век), започете расправом о „Филиокве“, кулминирају у спору око паламовске доктрине о нествореној природи благодати (в. плллмизлм). Реакције схоластичких латинских теолога према паламизму јасно су показале да је одвојеност између Запада и Истока досегла веома озбиљан догматски ниво. Није реч само о промени саборне власти приматском влашћу, нити пак о прихватању неких предања Истоку непознатих, него је проблем у доктринарном развоју унутар Западне Цркве који хришћане не сједињује већ их разбија. Уосталом, нови католички догмати са краја XIX века потврђују ту истину.
Тумачења раскола, нови покушаји унијаћења и прозелитства, а посебно догмати из друге половине XIX века који су потврдили искључиву власт папства, несумњиво су допринели одређивању Католицизма као једног конфесионалног система који Православље „не прихвата“. Више папа форсирају унијатство (којем већ подлегоше православни у Украјини 1595. и Трансилванији 1700): Пије IX у енциклики „Litterae ad Orientales“ (1848), Лав XIII у „Praeclara Gratulationis“ (1894), Пије XI у „Rerum Orientalis“ (1928) и „Lux veritas“ (1931). У децембру 1854. године. Пије IX, онај који ће 1864. објавити „Syllabus“, проглашава, без консултације ма ког сабора, „Bulu Ineffabilis“, догмат о непорочном зачећу Дјеве Марије. Исти папа сазива Први Ватикански Концил (1869—1870) који је донео догмат о универзалној јурисдикцији и непогрешивој власти папе, и поред свих протестних покрета који су се организовали унутар и ван Концила. Нови догмат, заснован на начелу „развоја“ доктрине, никад није прихватила Православна црква, посебно због његових последица по патристичку еклисиологију.
Године 1894. папа Лав XIII поново се враћа на унијатство и понавља апел за повратак апостолском римском престолу, док у новембру 1950. папа Пије XII прокламује догмат телесног вазнесења на небо Дјеве Марије (у Апостолској конституцији „Munificentissimus“).

### Данас
Други ватикански концил (октобар 1962 — децембар 1965) усваја 21. новембра 1964. године догматску конституцију о Цркви, „Lumen Gentium“, где се понавља доктрина Првог ватиканског концила, формулисана у „Pastor aeternus“, о супрематији римског понтифекса, Петровог наследника, видљиве главе целе Цркве (бр. 18 и 25), као и декрет о екуменизму, „Unitatis Redintegratio“, у којем се изјављује да је једина права Црква Римокатоличка црква, док се друге цркве и црквене заједнице одвојене од апостолског римског престола стављају на разне споредне концентричне кругове.
У јануару 1964. папа Павле VI посећује Јерусалим, где се сусреће са васељенским патријархом Атинагором I. У јесен исте године, Свеправославна конференција на Родосу одлучује да се започну припреме за отварање теолошког дијалога „на равној нози“ са Римском црквом.
У предвечерје завршетка Другог ватиканског концила, 7. децембра 1965. године, папа Павле VI, у Катедрали Светог Петра у Риму, а патријарх Атинагора у Патријаршијској катедрали у Цариграду, дижу у исто време анатему која је између две Цркве трајала девет векова. Два поглавара Цркава ипак су свесни да „овај гест правде и узајамног опроштаја није довољан да би се ставио крај разликама, новијим и старијим, између Римокатоличке и Православне цркве“. Практично, раздељеност још постоји.
(Нису приказане неникејске, антитринитаријане и неке ресторационе деноминације.)